# MiG-23
Mikojan-Gurjevič MiG-23 (NATO naziv: Flogger) sovjetski je borbeni lovac s promjenjivom geometrijom krila, a projektirao ga je biro Mikojan-Gurjevič u bivšem Sovjetskom Savezu 1960-ih godina.
MiG-23 je zrakoplov takozvane "treće generacije", te je bio prvi sovjetski zrakoplov naoružan s raketama koje su mogle naciljati metu i izvan vidokruga pilota. Također je bio opremljen s tadašnjim najsuvremenijm radarima. Proizvodnja započinje 1970. i postiže brojku od čak 5000 proizvedenih zrakoplova. Danas je još uvijek aktivan u nekim zemljama.

## Dizajn i razvoj
Prethodnik Floggera, MiG-21 je bio brz i okretan, ali imao je i nekoliko velikih nedostataka. Imao je slab i radar, kratki dolet i mogao je ponijeti samo malu količinu naoružanja (najčešće dvije rakete zrak-zrak kratkog dometa). Upravo zbog tih nedostataka, započinje se s razvojem novog zrakoplova, MiGa-23 koji je trebao biti veći, s boljom elektronikom i snažnijim motorima. Očekivalo se da će novi lovac moći konkurirati američkom F-4 Phantomu i ostalim zapadanim zrakoplovima.
Glavna tema oko razvoja novog zrakoplova je bilo polijetanje i slijetanje. Svi dotadašnji brzi lovci i presretači su zahtijevali duge piste za polijetanje. U kombinaciji s njihovim malim doletom to ih je činilo strateški neprihvatljivima te je Sovjetsko zrakoplovstvo zahtijevalo da novom zrakoplovu bude potrebna puno kraća staza za polijetanje, te da može polijetati i sa slabo pripremljenih staza. Mikoyan je imao dva načina da to ostvari. Prvi je bio ugradnja dva manja dodatna motora po sredini zrakoplova koji bi stvarali potisak prema dolje, i zrakoplov s promjenjivom geometrijom krila (eng. swing-wing).
Prvi prototip koji je nosio naziv MiG-23PD, imao je delta krilo kao MiG-21 s dva potisna motora u trupu. Međutim, uskoro se otkrilo da je ova konfiguracija manjkava. Ne samo što je sve to bilo jako komplicirano za servisirati i često se kvarilo, već jednom kad bi zrakoplov poletio, ti motori nebi imali nikakvu funkciju i samo bi bili dodatni teret. Sljedeći prototip je nosio naziv "23-11" i imao je krila s promjenjivom geometrijom koja su se mogla namjestiti pod kutove od 16, 45, i 72 stupnja, te je takav dizajn očigledno više obećavao. Probni let inačice "23-11" zbio se 10. lipnja 1967. te su uskoro napravljena još tri takva prototipa za istraživanje i testiranje. Svi su imali jedan Tumanski R-27-300 turbomlazni motor s potiskom od 7850 kg. Naredba za početak masovne proizvodnje dolazi u prosincu iste godine.

## Povijest korištenja
Prvi MiGovi-23 koji su sudjelovali u borbama su bile izvozne inačice te su zbog toga imale dosta ograničenja jer nisu imale neku osnovnu opremu poput radara ili sustava za upozorenje te je njegova borbena iskoristivost ovisila uglavnom o iskustvu pilota.
Iračani su koristili MiG-23 te s njim postigli nekoliko obaranja oborivši tri Iranska F-4 Phantoma i dva Northrop F-5 Tigera II, no bili puno inferiorniji F-14 Tomcatima koji su ih mogli naciljati i napasti i prije nego što bi ih MiG-23 detektirao.
7. lipnja 1982. tri MiG-23MF su napali skupinu F-16 koji su detektirani na udaljenosti od 25 kilometara te su uskoro dva i oborena R-23 raketama, no uskoro je i jedan MiG-23 oboren. Neki Sovjetski izvori tvrde da su u listopadu 1983. oborena i tri Izraelska F-15 Eaglea i jedan F-4 od strane novodostavljenih Sirijskih MiG-23ML.
Tijekom rata u Angoli, Kubanski MiG-23ML i Južnoafički Mirage F1 su se nekoliko puta sukobljavali te je jednom izgubljen jedan Mirage nakon što je bio teško oštećen raketom R-60 nakon čega je pilot bio prisiljen katapultirati se.

Prilikom Sovjetsko-Afganistanog rata, MiG-23 se nekoliko puta "susretao" s Pakistanskim F-16, te je 1987. i jedan oboren. Pakistanci tvrde da se radilo o prijateljskoj vatri unatoč tomu što su prvo javili da je oboren od strane nepoznate letjelice te su kasnije promijenili izjavu. Kasnije su Sovjetski MiGovi 23 oborili i dva Iranska AH-1 Cobra helikoptera koji su ušli u Afganistanski zračni prostor. 
1989. dva Američka F-14 su oborili dva Libijska MiG-23 u incident u zaljevu Sidra.
Pred kraj 90-ih, Mikojan je razvio i promovirao najnovije unaprijeđenje MiGa-23 računajući na velik broj zrakoplova koji još uvijek lete u zrakoplovstvima diljem svijeta. MiG-23-98 je uključivao novi kokpit, poboljšani Saphir ili novi Moskit radar, moderni sustav protumjera te potpuno unaprijeđenje avionike i mogućnost nošenja najnovijih raketa zrak-zrak. Unatoč velikim očekivanjima i promociji, ideja o velikom tržištu se razbila te nije provedena ni jedna moderinizacija jer sadašnji korisnici nemaju dovoljno novca za tako velike izmjene te se očekuje da će Mikojan uskoro ponuditi manji i jeftiniji paket izmjena.
Tijekom rata u Siriji MiG-23 je uključen u veliki broj napadnih djelovanja na razne islamističke formacije. Više komada je tijekom tih operacija i oboreno.
Neki od MiG-ova 23 koji lete u SAAF (Sirijsko arapsko ratno zrakoplovstvo) su bivši bjeloruski avioni.
Nakon agresije zapadnih sila na Libiju MiG-23 je uz MiG-21 bio jedan od rijetkih zrakoplova koji je ostao u letnom stanju i korišten od mnogih frakcija razorene Libije.

## Inačice

### Prva generacija MiG-23

#### Flogger-A
- MiG-23S je prva proizvodna verzija novog zrakoplova. Ukupno je izrađeno samo 60 ovih inačica u razdoblju od 1969. – 1970., a uglavnom su korištene za procjene i testiranja, a bile su opremljene s RP-22SM radarom (kao MiG-21 bis), dvocjevnim topom i S-21 sustavom za upravljanje paljbom. Ove prve inačice su imale dosta nedostataka i nikad nisu ušle u aktivnu službu kao lovci.

- MiG-23SM je bila pred-produkcijska inačica koja je bila poznata i kao MiG-23 Tip 1971. a bila je uvelika modificirana u odnosu na MiG-23S. Sadržavala je novi Saphir-23L radar s Vympel R-23R raketama. I motor je doživio promjene te je sad imao maksimalni potisak od 12.000 kg, a površina krila je povećana. Izrađeno je oko 80 ovih primjeraka, te su se pokazali puno pouzdaniji i kvalitetniji od MiG-23S.

#### Flogger-B
- MiG-23M-Ova inačica je prvi put poletjela u lipnju 1972. Ovo je prva inačica koja je stvarno ušla u masovnu proizvodnju. Novi motor R-29-300 je stvarao maksimalan postisak od 12.500 kg, ugrađen je poboljšani Saphir-23D radar, TP-23 infracrveni senzor za ciljanje i praćenje te novi nišan. Novi radar je mogao uočiti mete veličine normalnog lovca, na velikoj visini pri udaljenosti od 45 km.

- MiG-23MF-je bila izvozna inačica MiGa-23M za zemlje Varšavskog pakta, ali je naknadno prodavana i izvan Istočne Europe, te je zapravo došla u dvije serije. Prva serija je bila namijenjena za Varšavski pakt te je imala samo izmijenjeni sustav komunikacije. Serija za zemlje izvan Istočne Europe je imala izmijenjen sustav komunikacije, nedostatak elektronskih protumjera, te nije sadržavala Saphir-23D radar. Ova inačica je bila iznimno popularna te se uglavnom izvozila u zemlje Bliskog istoka.

Infracrveni senzor TP-23 je mogao detektirati visoko leteće bombardere na udaljenosti od 30 km, ali je imao puno manji domet za manje letjelice tipa lovca. Standardno naoružane ove inačice su činile dvije infracrveno ili radarski navođene rakete Vympel R-23 i dvije Molniya R-60 infracrvene rakete kratkog dometa.

#### Flogger-C
- MiG-23U- dvosjedna trener inačica baziran na inačici MiG-23S, ali je imala produženi kokpit. Tijekom proizvodnje, krila i motori su unaprijeđeni na MiG-23M standard. Proizvodnja počinje 1971. u Irkutsku.

- MiG-23UB- slična inačici MiG-23U osim što je ova verzija imala unaprijeđeni R-29 motor koji je zamijenio stariji R-27 motor. Proizvodnja je trajala do 1985., te je ukupno napravljeno 769 zrakoplova.

#### Flogger-E
- MiG-23MP- slična inačici MiG-23MS samo što se proizvodila u puno manjem broju i nije se izvozila u strane zemlje.

- MiG-23MS- isključivo izvozna verzija jer se smatralo da je MiG-23M prerazvijen da bi se izvozio u zemlje trećeg svijeta. Imala je S-21 sustav oružja, RP-22SM radar te je mogla nositi samo neke rakete zrak-zrak (R-3S, R-60, R-3R). Avionika je bila osnovna. Proizvodila se u razdoblju od 1973. – 1978. te se uglavnom izvozila u Sjevernu Afriku i Bliski istok.

### Druga generacije MiG-23

#### Flogger-G
- MiG-23P- je posebna inačica koja je imala ulogu obrane zračnog prostora te ulogu presretača. Bio je opremljen s poboljšanim Sapfir-23P radarom, imao je bolju preglednost i autopilot s novim digitalnim računalom. Izrađeno je oko 500 primjeraka i nije se izvozio.

- MiG-23bis- sličan MiGu-23P samo što je sve radarske podatke pilotu mogao prikazati na HUD-u

- MiG-23ML- prvi MiGovi-23 su bili dizajnirani za brze raketne napade, no iskustvo je pokazalo da su često morali ulaziti u teške bliske borbe, što je za glomazni zrakoplov stvaralo opterećenja. Također se kritizrialo što MiG-23 ima slabe manevarske sposobnosti. Zbog tih razloga se krenulo u razvoj inačice s boljim i snažnijim trupom i boljim manevarskim sposobnostima što je rezultiralo s puno lakšim i izdržljiviijim MiGom-23ML.

Promjene su uključivale snažniji motoro, veću nosivost, veću podnošljivost na G sile i bolju pokretljivost.
Prototip ove inačice je poletio 1976. a proizvodnja započinje 1978.

## Tehničke karakteristike (MiG-23MLD Flogger-K)
Osnovne karakteristike
- posada: 1
- dužina: 16,70 m
- raspon krila: 13,97 m (raširena)
- površina krila: 

  - 37,35 m2 raširena,
  - 34,16 m2 uvučena
- visina: 4,82 m

Letne karakteristike
- najveća brzina: 2.445 km/h
- dolet: 2.820 km
  - borbeni dolet: 1.150 km
- brzina penjanja: 240 m/s
- najveća visina leta: 18.500 m
- specifično opterećenje krila: 420 kg/m2
- motor: 1× Khatchaturov R-35-300 turbomlazni motor s naknadnim izgaranjem.